# Hasso von Etzdorf

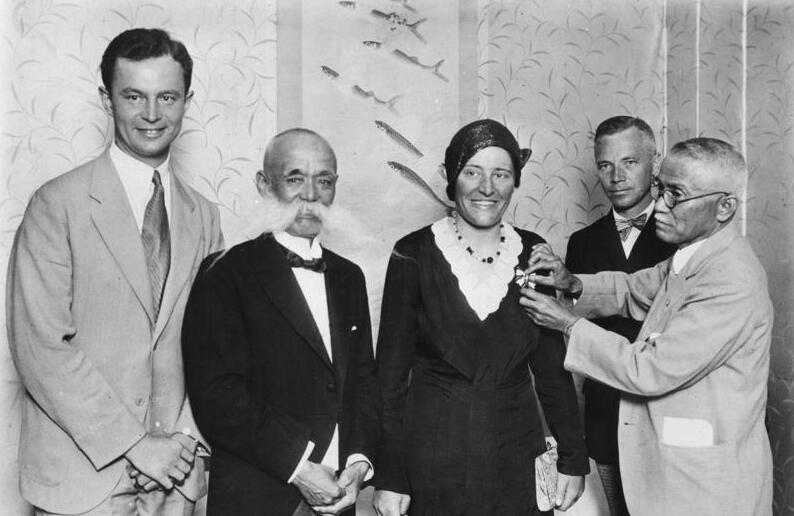
Hasso von Etzdorf (links) bei der Verleihung einer Auszeichnung an seine Nichte Marga von Etzdorf in Tokio 1931

Hasso von Etzdorf (* 2. März 1900 in Elbing, Westpreußen; † 7. Juli 1989 in Bruck (Oberbayern)) war ein deutscher Diplomat.

## Leben

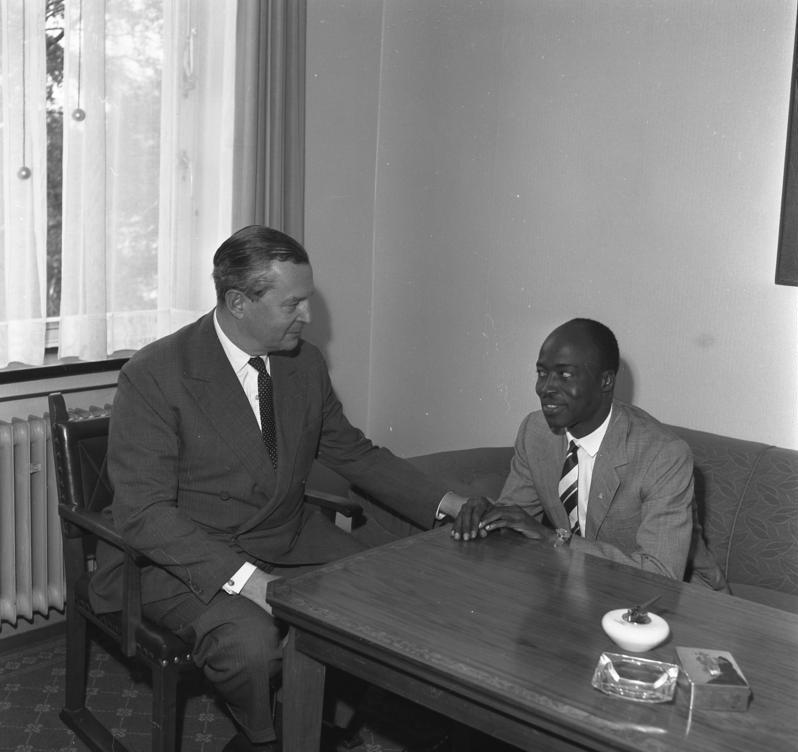
Hasso von Etzdorf im Gespräch mit Abdoulaye E. Touré, Leiter des guineischen Informationsamtes und des Rundfunks (1960)

Hasso von Etzdorf stammte aus dem osterländischen Adelsgeschlecht von Etzdorff. Er war der Sohn des höheren preußischen Verwaltungsbeamten Rüdiger von Etzdorf, Neffe von Ulrich von Etzdorf und Onkel der Fliegerin Marga von Etzdorf. Hasso von Etzdorf diente im Ersten Weltkrieg, 1918 im Range eines Leutnants. Danach studierte er Rechts- und Wirtschaftswissenschaften und promovierte 1922 in Göttingen zum Dr. iur. Seit 1919 war er Mitglied der DNVP. 1924 trat er dem Stahlhelm, Bund der Frontsoldaten bei.
Im Mai 1928 wurde er ins Auswärtige Amt einberufen und im Juli 1931 als Attaché nach Tokio beordert. Er stiftete – aus seinem privaten Einkommen – den Gedenkstein „Ein Deutscher den jungen Rittern von Aizu“ in Aizu-Wakamatsu. Zum 1. Juni 1933 trat von Etzdorf in die NSDAP ein (Mitgliedsnummer 3.286.356). Im Oktober 1934 wurde er persönlicher Sekretär von Konstantin Freiherr von Neurath. Denselben Posten bekleidete er ab Februar 1937 bei Botschafter Ulrich von Hassell in Rom. Am 30. Januar 1938 trat er in die SA ein, in der er zuletzt Obersturmbannführer (Oberstleutnant) war.
Im Juni 1938 wurde von Etzdorf in die Personalabteilung des Auswärtigen Amtes beordert. Als Rittmeister der Reserve war er ab September 1939 Verbindungsmann zwischen Staatssekretär Ernst Freiherr von Weizsäcker und dem Chef des Generalstabs des Heeres, Franz Halder. Gemeinsam mit dem Abteilungsleiter im Amt Ausland/Abwehr, Helmuth Groscurth, und dem Chef der Ministerbüros im Auswärtigen Amt, Erich Kordt, verfasste von Etzdorf im Oktober 1939 die Denkschrift „Das drohende Unheil“. Dabei handelte es sich um eine Aufforderung an die militärische Führung zum Hochverrat angesichts des geplanten Westfeldzuges. Nach dem Frankreichfeldzug resignierte von Etzdorf, wenngleich er mit führenden Hitler-Gegnern wie dem im Februar 1938 zur Disposition gestellten von Hassell und Generalquartiermeister Eduard Wagner in engem Kontakt stand. In die zum 20. Juli 1944 führenden Umsturzvorbereitungen war von Etzdorf nicht aktiv involviert. Jedoch informierte er seinen Freund und Kollegen Werner von Schmieden am 19. Juli 1944 am Rande des Attentats im Hauptquartier „Wolfsschanze“ im Auftrag des Generalquartiermeisters, General Eduard Wagner, dass mit dem Eintreten des Eventualfalles innerhalb der nächsten 24 Stunden zu rechnen wäre. Nach dem gescheiterten Attentat informierte Werner von Schmieden Etzdorf.
Im Februar 1945 wurde von Etzdorf zum Generalkonsul in Genua ernannt und konnte noch dazu beitragen, Hafenanlagen und Industriebetriebe der Stadt vor der von Hitler befohlenen, aber von General Günther Meinhold verweigerten Zerstörung zu bewahren. Von Kriegsende bis August 1947 war er interniert. Im Rahmen einer 1950 durchgeführten „Prüfung, ob durch die Personalpolitik Mißstände im Auswärtigen Dienst eingetreten sind“ wurde er vom Untersuchungsausschuss für geeignet zur Weiterverwendung im Auswärtigen Dienst erachtet. Maßgeblich für diese Einstufung war demnach, dass er selbständig einen Widerstand entwickelt hatte, der ihn, wenn er entdeckt worden wäre, sicher das Leben gekostet hätte. Ab 1950 arbeitete von Etzdorf im Auswärtigen Dienst der Bundesrepublik Deutschland. Von 1956 bis 1958 war er Botschafter in Kanada. Zuletzt war er von September 1961 bis März 1965 deutscher Botschafter in Großbritannien.
Wegen seiner Mitgliedschaft zur NSDAP musste Etzdorf im Frühjahr 1939 wieder aus dem Johanniterorden austreten, dort war seit 1931 Ehrenritter, in der Brandenburgischen Provinzialgenossenschaft der Kongregation.

## Trivia
1919 wurde er Mitglied, 1965 Ehrenmitglied des Corps Saxonia Göttingen. Das Corps Pomerania zu Greifswald verlieh ihm 1966 die Corpsschleife. Im selben Jahr hielt er den Festvortrag beim Congress des Kösener Senioren-Convents-Verbands in Würzburg.
Hasso von Etzdorf ist ein entfernter Verwandter des Generals Ulrich von Etzdorf und dessen Enkeltochter, der Fliegerin Marga Wolff genannt von Etzdorf.
Von Etzdorf gilt auch als der Erfinder des legendären (fiktiven) deutschen Diplomaten Edmund F. Dräcker.